# Trichananca victoriensis
Trichananca victoriensis là một loài bọ cánh cứng trong họ Anthicidae. Loài này được Blackburn miêu tả khoa học năm 1891.